# Sestra Beatrice (opera)
Sestra Beatrice (ve francouzském originále Sœur Béatrice, řecky Αδελφή Βεατρίκη) je opera – autor ji označuje jako mirákl – o třech dějstvích řeckého skladatele a dirigenta Dimitrise Mitropoulose na libreto belgického spisovatele Maurice Maeterlincka z roku 1901, původně určené pro Gabriela Fauré. Jevištní premiéru měla 11. května 1920 v Athénách.

## Vznik, historie a charakteristika opery
Dimitris Mitropoulos studoval od roku 1910 na athénské konzervatoři, kde se jeho hlavním učitelem – v oborech harmonie, kontrapunktu, kompozice a dirigování – stal lutyšský skladatel Armand Marsick (1877–1959). Ten jej seznámil se soudobou francouzskou tvorbou (Marsickův učitel Vincent d'Indy, César Franck, Claude Debussy…) i dílem Richarda Wagnera.
Pod Marsickovým vedením Mitropoulos zkomponoval v letech 1913–1918 tříaktovou operu na mírně zkrácený francouzský text belgického symbolistického básníka Maurice Maeterlincka. Tato opera byla poprvé představena koncertně 12. května 1918 a díky představitelce hlavní role Katině Paxinou, pocházející z bohaté rodiny, se podařilo zajistit profesionální provedení opery v athénském Městském divadle ve dnech 11. a 13. května 1920; dirigoval Armand Marsick. V té době v Athénách vystupoval významný francouzský skladatel a klavírista Camille Saint-Saëns, který byl přítomen premiéře. Napsal následně o díle do francouzského tisku pochvalný článek do revue Annales (číslo 1935), který přispěl k tomu, že Mitropoulos získal stipendium na slavnou bruselskou konzervatoř, kde studoval v letech 1920–1921.
Za svého života již Mitropoulos nepovolil uvedení svého mladického díla, na něž se díval kriticky. Druhé nastudování opery tak muselo čekat až do 1. listopadu 1996, kdy byla Sestra Beatrice hrána v aule Aristotelovy univerzity v Soluni. V této souvislosti byla již v září 1996 pořízena v městském divadle v Pazardžiku nahrávka opery, kterou následně na CD vydalo nakladatelství Lyra.
Není známo, zda Belgičan Marsick přímo nabídl Mitropoulovi námět belgického básníka, Maeterlinckovy náměty však byly podkladem význačných děl tehdejší francouzské opery, Pellease a Melisandy Clauda Debussyho (1902) a Ariany a Modrovouse Paula Dukase (1907). Mitropoulosovo zhudebnění námětu je v zásadě novoromantické, největšími vzory jsou César Franck a Richard Wagner (především Tristan a Isolda), jsou však slyšet i prvky Debussyho impresionismu.
Mitropoulova Sestra Beatrice je považována za „významný příspěvek k vývoji řecké opery“ nebo přímo za „první moderní řeckou operu“.
Maeterlinckovo libreto bylo původně určeno pro Gabriela Fauré, který je však nakonec nezhudebnil. Vedle Mitropoulose je zhudebnili též Albert Wolff (1911/1948), Alexandr Tichonovič Grečaninov (1912) a Antoni Marquès i Puig (Sor Beatriz, 1924). Původní středověká legenda, jež byla Maeterlinckovým pramenem, však posloužila jako námět i jiným dílům, například – pod názvem Sestra Paskalina – poslední části opery Hry o Marii Bohuslava Martinů.

## Osoby
- Panna Marie – mezzosoprán
- Sestra Beatrice (Béatrice) – mezzosoprán
- Abatyše – mezzosoprán
- Sestra Églantine – soprán
- Sestra Clémentine – soprán
- Sestra Félicité – soprán
- Sestra Balbine – mezzosoprán
- Sestra Régine – soprán
- Kaplan – bas
- Princ Bellidor – tenor
- Malá Allete – mezzosoprán
- Chudáci, žebráci, mrzáci, děti; sbor andělů

## Děj opery
Odehrává se v klášteře nedaleko Lovaně ve 14. století.

### 1. dějství
Je temná noc nad ránem. Před vchodem do kaple kláštera je výklenek se sochou Panny Marie v životní velikosti, ozdobený skvostnými šaty, a před ním se modlí mladá řeholnice, sestra Beatrice, soše velmi podobná. Je nešťastná. Před čtyřmi roky vstoupila do kláštera, ale poté se zamilovala do prince Bellidora, s nímž si hrávala ještě co malá dívka. Ten ji nabádá, aby s ním z kláštera utekla, jinak prý láskou zemře. Beatricí zmítá prudký cit k princi i upřímná zbožnost, proto prosí Matku Boží o pomoc; pokud jí dá znamení, je odhodlána volání milence nepodlehnout.
Ale žádné znamení nepřichází, naopak vstupuje princ Bellidor, který nese Beatrici nádherné šaty. Přiměje dívku odložit řeholní závoj a roucho a žasne nad její krásou i podobností se sochou Panny Marie. Beatrice se vzpouzí a váhá, ale bez zjevné podpory Panny Marie brzy podléhá kouzlu polibků. Již je čas na matiny, které měla Beatrice odzvonit, a brzy mají přijít ostatní řeholnice, Bellidor naléhá na odchod. Beatrice složí svůj hábit a položí jej Madoně k nohám na opatrování, naposledy čeká na znamení, ale socha zůstane nehybná. Beatrice a Bellidor prchají.

### 2. dějství
Stejné místo. Socha Panny Marie procitá, pomalu sestupuje z piedestalu a přes své šaty si přehazuje Beatricin hábit a závoj. Znovu zapálí zhaslou lampu, připravuje koš s ošacením pro chudé, jež měla dnes Beatrice, a zpívá si k tomu. Přichází první žebravé dítě, malá Alette. Je překvapena, že zde „Beatrici“ nachází; její bratři ji prý viděli odjíždět s princem, dokonce s ní mluvili. A přitom je Beatrice v klášteře jako vždy, jen její úsměv je ještě kouzelnější a hvězdy v jejích očích jasnější. Pomalu přicházejí další děti, žebráci a mrzáci, nevěřícně si prohlížejí „Beatrici“, která jim rozdává šatstvo z košíku. A toto šatstvo zázračně září a blýská a košík se zdá bezedný. Ohromení chudáci přijímají dary, dokud nenajde doba modliteb a dárkyně je nevyzve k odchodu.
Přicházejí ostatní řeholnice v čele s abatyší. Ta jí vyčítá, že se opozdila se zvoněním k ranní pobožnosti, a ukládá jí půst. Pak si všimne, že socha Panny Marie z výklenku chybí. „Beatrice“ na otázky po jejím osudu neodpovídá. Podivná záře z ní vycházející přiměje řeholnice, aby nadzvedly Beatricino roucho, a když na své sestře naleznou šaty, jimiž byla ozdobena socha Panny Marie, jsou zděšeny touto svatokrádeží. Všechny se na ni sesypou – sestra Églantine nejmírněji, sestra Régine nejpřísněji – a abatyše nechává povolat klášterního kaplana. Ale ani jemu „Beatrice“ na otázky neodpovídá. Proto ji káže potrestat: ať ji ostatní řeholnice odvedou do kaple před oltář a nemilosrdně zbičují svými uzlovatými opasky.
Sestry tak učiní avšak po chvíli začne z kaple vycházet záře a ozve se zpěv andělského sboru. Řeholnice ve zmatku vybíhají z kaple: jejich opasky se jim v rukou proměnily v nádherné květiny. Všechny řeholnice i kaplan vidí, že se stali svědky zázraku: sestra Beatrice je svatá a oni na ní zhřešili. „Beatrice“ vychází z kaple, jako by se nic nestalo, a chápe se svých běžných úkolů.

### 3. dějství
Uplynulo dvacet let, je opět noc nad ránem, venku zuří sněhová bouře. Stejné místo, jen socha Panny Marie je opět na svém místě a Beatricin hábit jí leží složený u nohou. Brankou se vpotácí zšedivělá, vyhublá ženština v roztrhaných, promočených šatech. Je to Beatrice, která prožila obrovská neštěstí; teď cítí svůj konec a chce požádat, aby mohla naposledy spočinout ve svém klášteře, i když pro své hříchy neočekává po smrti více než pekelné strasti. S překvapením nalézá svůj řeholní oděv a obléká si ho. Vysílena klesá. V tu chvíli přicházejí ostatní řeholnice, i ony zestárly. Vrhají se k ležící postavě, myslí, že Beatrice zemřela, ale podaří se jim ji ještě vzkřísit. S překvapením a radostí shledávají, že Matka Boží se vrátila na svůj podstavec.
Beatrice je pomalu rozeznává a snaží se jim vyprávět, jaký byl její příběh od odchodu z kláštera – princ jí měl za tři roky dost a ona upadla do bídy a neřesti, tři děti jí umřely a čtvrté sama zabila, když neměla čím utišit jeho hlad... Ale sestry to považují jen za jakési předsmrtné pokušení či agonii. Přesvědčují Beatrici, že žuila celou dobu s nimi a žila jako světice příkladem pro ně všechny i široké okolí. Ani na chvíli neopustila jejich blažený klášter a neokusila zlého, hříšného světa za jejich branami. Beatrice umírá nechápajíc: „Žila jsem ve světě, kde jsem nevěděla, proč ta nenávist a špatnost; a umírám v jiném, kde nevím, proč ta dobrota a láska…“

## Nahrávka
- 1996 (CD 2002, Lyra 0791). Zpívají: (Panna Marie / sestra Béatrice) Martha Arapi, (abatyše / malá Alette) Varvara Tsambali, (sestra Églantine) Albena Gineva, (sestra Clémentine) Steliana Hintalova, (sestra Félicité) Nevena Scordinova, (sestra Balbine) Galia Pavlova, (sestra Régine) Rossitza Hristova, (kaplan) Mario Kiulev, (princ Bellidor) Vangelis Chatzissimos. Pasardžický symfonický orchestr a sbor Hlasy Sofie řídí Byron Fidetzis.[11]